# ATSUKO
ATSUKO（あつこ）は、日本のものまねタレント。フジテレビ系『森田一義アワー 笑っていいとも!』のコーナー「その気で見ればウリふたつ」でデビューをして優勝したことがある。
ATSUKO 、きくりん、小石田純一、マネール阿部で結成した『トレンディーな男女たち』でも活動中。
将来はハワイに移住したいとのこと。

## 来歴・人物
- 東京都世田谷区出身
- 血液型：Ａ型
- 誕生日：2月16日

## ものまねレパートリー
- 浅野温子
- 仲間由紀恵
- ピンクレディー
- サザエさん
- キューティーハニー

## 趣味
海外旅行、映画鑑賞、料理、英会話

## 特技
メイキャップ、洋裁

## 出演

### テレビ
- 森田一義アワー 笑っていいとも!　　（その気で見ればウリふたつ　優勝）
- 全日本そっくり大賞　（グランドチャンピオン大会 顔そっくり部門　優勝２回）
- 史上最高そっくり大賞
- ルックルックこんにちは
- 愛LOVEジュニア
- 香取慎吾の特上!天声慎吾
- ものまね王座決定戦
- アレグリアそっくり大会　（ 優勝賞品　自動車｢日産ラシーン｣）
- スターどっきり（秘）報告
- 笑うんだってば
- 上岡龍太郎がズバリ・そっくりさんスペシャル
- めちゃ×2イケてるッ!　（『101回目のプロポーズ』のパロディを岡村隆史と共演）
- おしゃれイズム
- 究極、今夜ものまね王決定
- ものまねバトル

### 雑誌
- 噂のチャンネル

## 関連リンク
- ATSUKO (ko.atsu.37) - Facebook
- 浅野温子さんのものまねタレント「ATSUKO」 (@atsuko.princess) - Instagram
- 浅野温子さんのものまねタレント☆ＡＴＳＵＫＯ'Ｓ　「ＳＡＹ ＡＬＯＨＡ！」 - Ameba Blog